# Jean Bart (chanteur)
Pour les articles homonymes, voir Jean Bart (homonymie) et Bart.
 (mai 2016).
Si vous disposez d'ouvrages ou d'articles de référence ou si vous connaissez des sites web de qualité traitant du thème abordé ici, merci de compléter l'article en donnant les références utiles à sa vérifiabilité et en les liant à la section « Notes et références ».
Massimo Marchini, dit Jean Bart, né le 5 juin 1961 à Parme, est un musicien et artiste pluridisciplinaire suisse.

## Biographie
Créateur de plusieurs groupes dans les années 1980, il est repéré par Jean-Jacques Burnel des Stranglers, pour qui il écrit différents titres, dont plusieurs seront interprétés par des chanteurs de la nouvelle scène française. Son travail musical participe à la naissance de la nouvelle vague de la chanson française dans les années 1990. Il produit plusieurs albums, soutenu par des magazines comme les Inrockuptibles et d'autres médias (Le Monde, France Inter). Malgré le succès, il abandonne la chanson fin 1999 pour se consacrer à une forme de travail plus proche de ses premières inspirations : le cinéma et la peinture. Son œuvre musicale est sous licence d'Universal France et PIAS Belgique.
En 2006, l'un de ses titres emblématiques, Modern Style, dont Yves Sarda a écrit les paroles, est repris par Françoise Hardy et Alain Delon.
De 2000 à 2008, il se consacre plus particulièrement au théâtre en tant qu'adaptateur et metteur en scène. Il travaille avec Michael Lonsdale dans une adaptation de Cesare Pavese, Le Métier de vivre. Il crée plusieurs plateformes théâtrales pluridisciplinaires ("cinéma, musique et comédiens vivants sur scènes"), et produit une dizaine de spectacles autour d'auteurs comme Marguerite Duras, Harold Pinter, Stefan Zweig, ou encore Vassili Grossman.

## Discographie
- Égoïste dans un corps en solo (1993)
- Il le faut (1994)
- Fin et suite (1995)
- Affaire classée avec fracas et pertes, j'en ai trop vu, des mûres et des pas vertes (1997)
- Serein (1999)
- Vivant (2000)

## Mises en scènes
- HS to HS, adaptation d'Ashes to Ashes d'Harold Pinter
- Le Métier de vivre de Cesare Pavese
- La Dernière lettre de V. Grossman
- Lettre d'une inconnue de S.Zweig
- Le Navire night de M Duras
- Aurélia Steiner de M. Duras
- Journal intime de V. Pratolinni